# Giumaglio

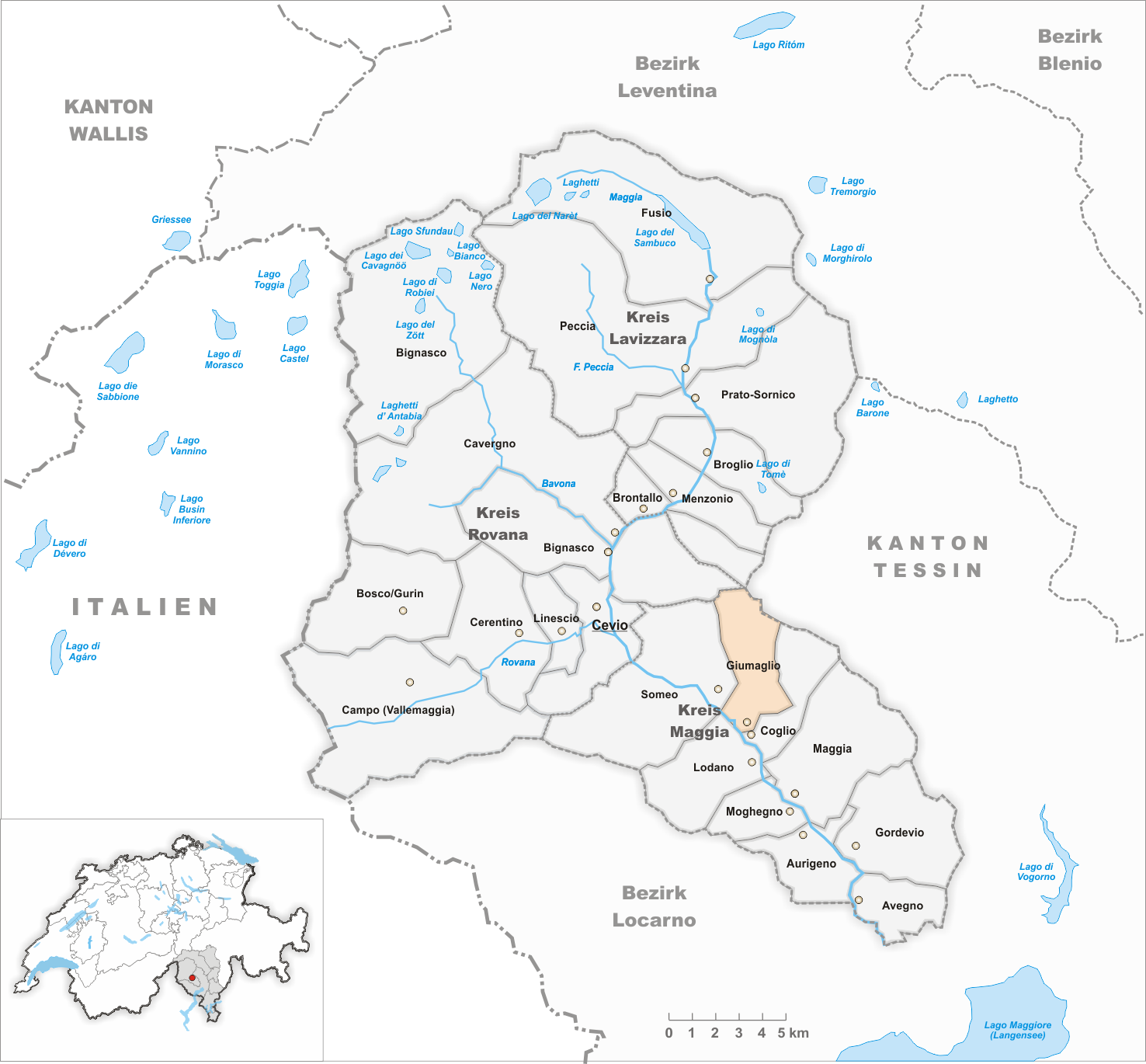
Gemeindestand vor der Fusion am 4. April 2004

Luftbild (1954)

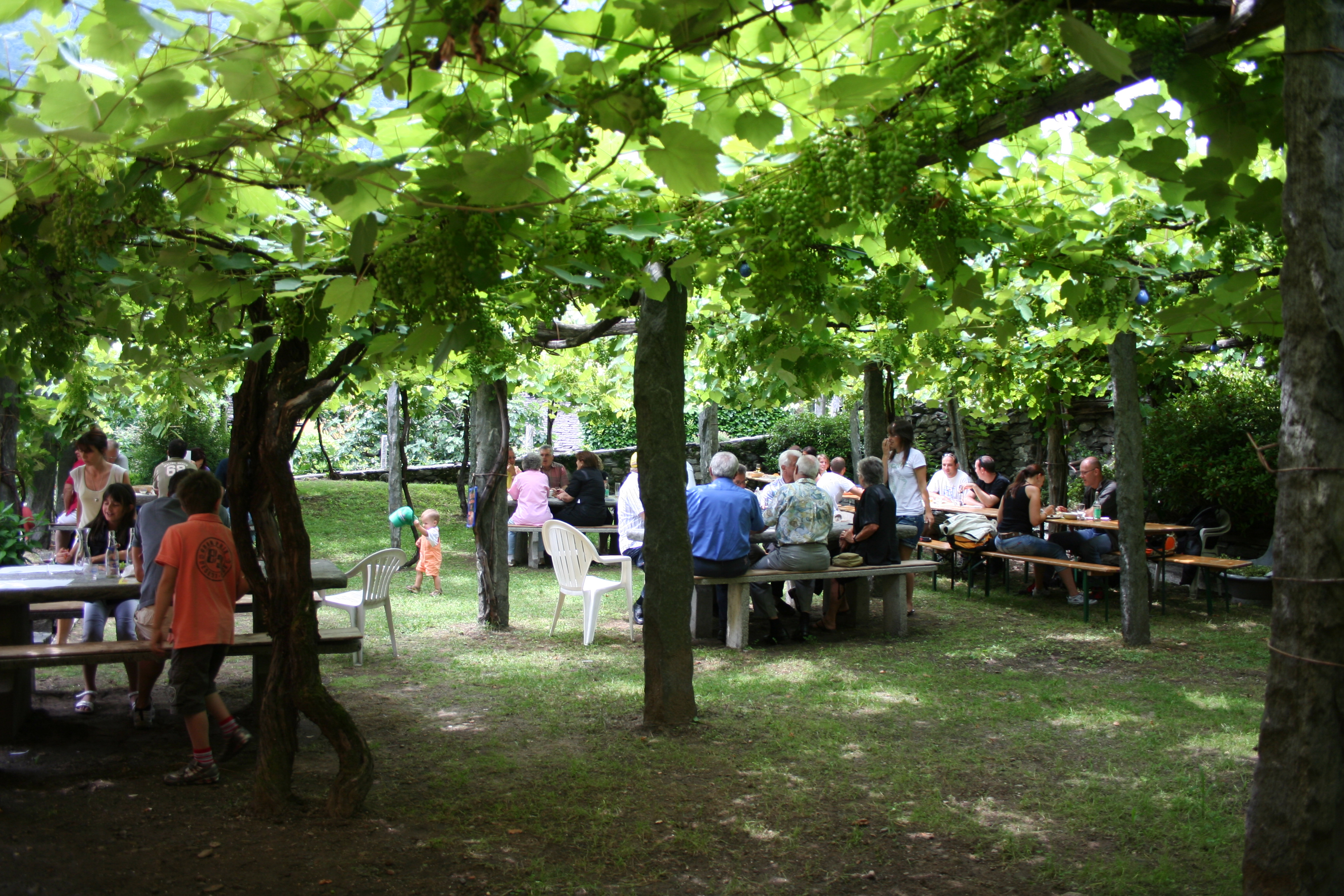
Osteria del Nito

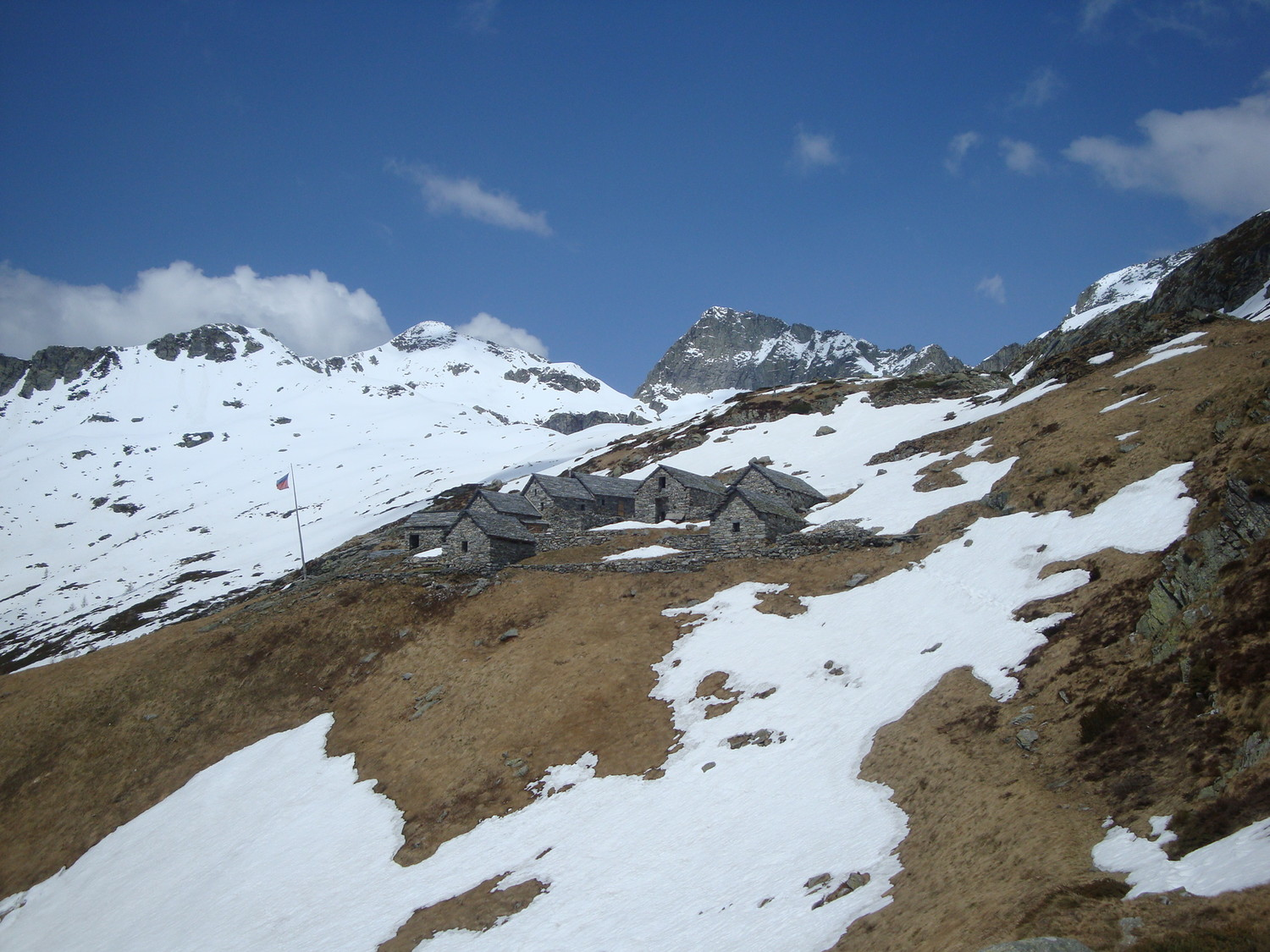
Alpe Spluga

Giumaglio ist ein Dorf und Ortsteil der Gemeinde Maggia im Kreis Maggia im Bezirk Vallemaggia des Schweizer Kantons Tessin. Bis zum 4. April 2004 war Giumaglio eine selbstständige Gemeinde.

## Geographie
Der Ort liegt auf der linken Seite des Flusses Maggia etwa 15 Kilometer (Luftlinie) nordwestlich von Locarno, auf einer Höhe von 360 m ü. M. und ist heute Teil der am 4. April 2004 gegründeten Gemeinde Maggia.

## Geschichte
Giumaglio bildete schon im 15. Jahrhundert eine Vicinìa. 1531 sandte es einen Vertreter in den Generalrat des Maggiatals und ernannte den Vogteischreiber, wenn der Kanton Solothurn den Vogt stellte. Die 1407 erwähnte Pfarrkirche wurde am 24. Juni 1703 geweiht und 1876 vergrössert; der Kirchturm wurde 1763 beendigt. Die Kirche besitzt ein Prozessionskreuz vom 15. Jahrhundert; die Bruderschaft des heiligen Sakraments geht auf 1669 zurück. Zahlreiche Bewohner wanderten im 18. Jahrhundert nach Rom und im 19. Jahrhundert nach Kalifornien aus.
Giumaglio ist seit 2004 mit Aurigeno, Coglio, Lodano, Moghegno und Someo Teil der Gemeinde Maggia. Es bildet aber nach wie vor eine eigenständige Bürgergemeinde.

## Bevölkerung
Einwohnerzahlen: Volkszählungsdaten

## Sehenswürdigkeiten
- Pfarrkirche Santa Maria Assunta[5][6]
- Vasasca-Damm und Vasasca-Stausee[5]
- zwei Schalensteine[5]

## Persönlichkeiten
- Familie Adami[7]
  - Giovanni Giacomo Adami (* um 1830 in Giumaglio; † nach 1893 ebenda), Politiker, 1877–1893 Tessiner Grossrat, 1891 Vertreter des 11. Wahlkreises des Tessiner Verfassungsrates[8]
  - Maria Adami (* 15. Oktober 1921 in Giumaglio; † 19. Januar 2016 ebenda), Lehrerin, Mitglied der Azione Cattolica Ticinese, ehemalige Direktorin des Ferienhauses La montanina in Camperio (Olivone)[9]
  - Patrick Adami (* 30. Juli 1976 in Locarno), Eishockeyspieler

- Celestino Pozzi (* um 1820 in Giumaglio; † nach 1875 ebenda), Rechtsanwalt, Politiker, Tessiner Grossrat, Mitglied des Kantonsgerichts, Schulinspektor[10]
- Antonio Giovanni Battista Padlina (* 6. November 1867 in Brione sopra Minusio; † 22. August 1958 in Locarno), Priester, Chorherr der Stiftskirche Sant’Antonio von Locarno[11]
- Livia Römer Brusetti (* 1943), Malerin[12][13]